# جيني هانلي
جيني هانلي (بالإنجليزية: Jenny Hanley)‏ هي مقدمة تلفزيونية وممثلة بريطانية، ولدت في 15 أغسطس 1947 في غررردس كراس في المملكة المتحدة.

## وصلات خارجية
- جيني هانلي على موقع IMDb (الإنجليزية)
- جيني هانلي على موقع أول موفي (الإنجليزية)
- جيني هانلي على موقع قاعدة بيانات الفيلم (الإنجليزية)